# Bảo An (huyện)
Huyện Bảo An, trước đây gọi là huyện Tân An, là một huyện cũ ở vùng Hoa Nam của Trung Quốc. Lãnh thổ chủ yếu theo ranh giới hành chính của Hồng Kông và Thâm Quyến ngày nay. Đối với hầu hết lịch sử của nó, là trung tâm hành chính của huyện này là ở Nam Đầu.

## Lịch sử
Trong thời kỳ Tam Quốc, huyện Bảo An sau này, cùng với các huyện Đông Hoản và Bác La, thành lập một huyện lớn duy nhất với tên Bác La (博羅).
Vào năm 331, triều đại Đông Tấn cho thành lập huyện Bảo An, một trong sáu huyện thuộc quận Đông Quan (東官). Khu vực này bao gồm Thâm Quyến và Đông Quan ngày nay. Vào năm Chí Đức thứ hai dưới thời nhà Đường (757 SCN), Đông Quan được đổi tên thành Đông Hoản (東莞).

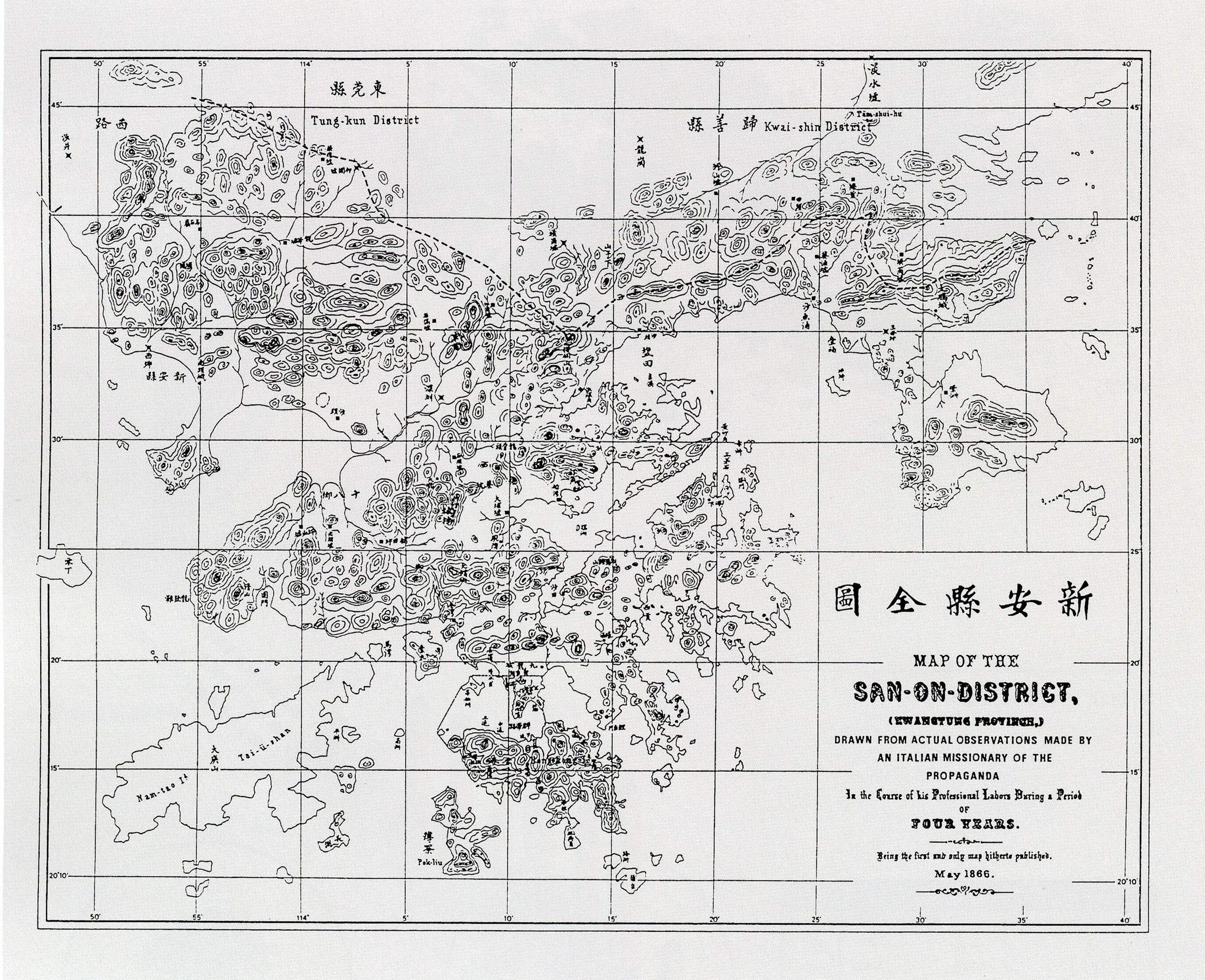
Bản đồ của huyện Tân An, được rút ra từ những quan sát của nhà truyền giáo người Ý Simeone Volonteri, và được xuất bản năm 1866.

Vào năm Hồng Vũ thứ 27, hoàng đế lúc đó là Minh Thái Tổ bổ nhiệm một Thú Ngự Sở (守御所) để bảo vệ người dân địa phương khỏi những tên cướp và những kẻ lang thang đang ngày càng tràn vào quấy phá huyện.
Năm 1573, tức năm Vạn Lịch thứ nhất dưới triều vua Minh Thần Tông, huyện Tân An được thành lập như một bộ phận hành chính riêng biệt của châu Quảng Châu. Khu vực này sau đó được tách ra từ huyện Đông Quan cũ vì lý do quân sự.

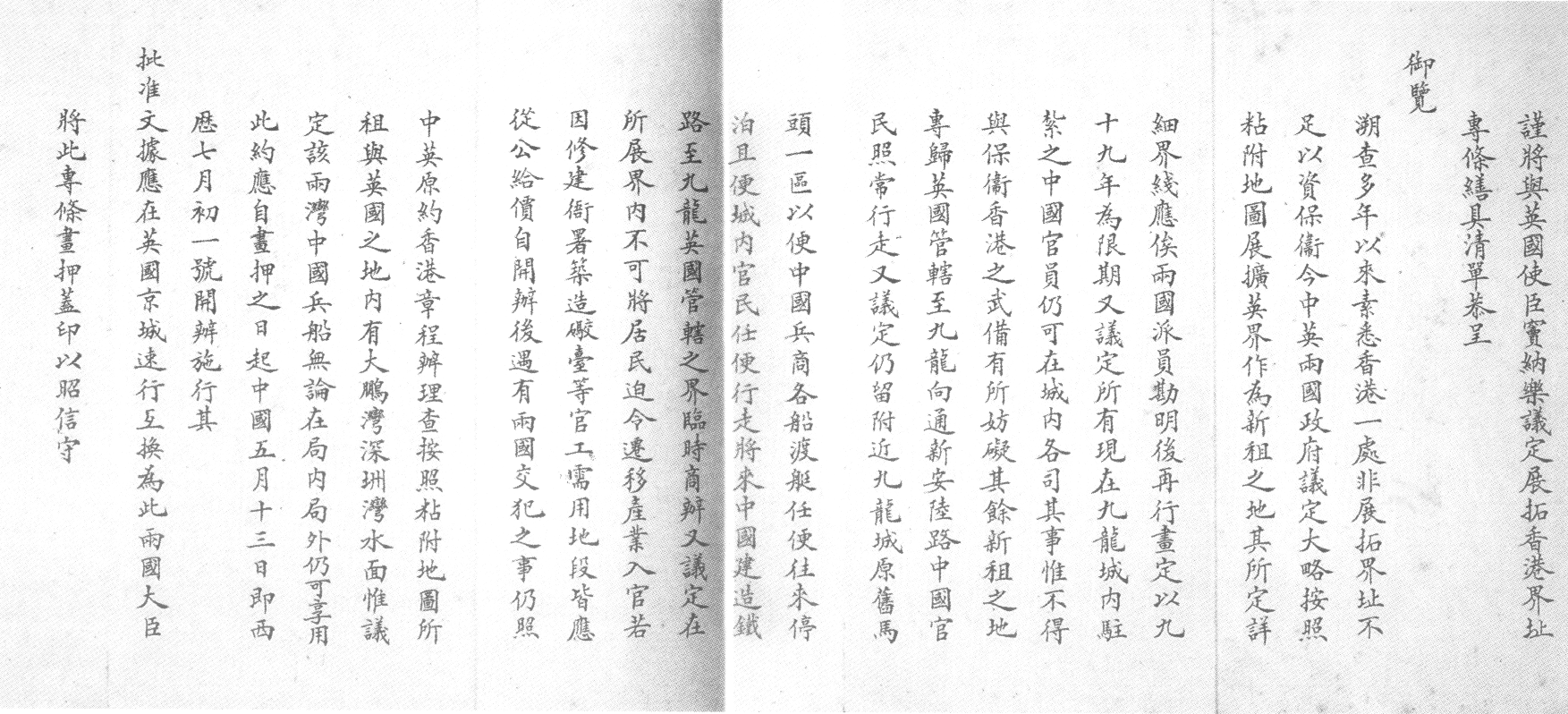
Công ước mở rộng lãnh thổ Hồng Kông là một hiệp ước bất bình đẳng được ký giữa nhà Thanh và Anh Quốc. Trong đó phần đất phía nam của huyện Tân An được chính phủ Anh thuê lại.

Dưới thời nhà Thanh, huyện Tân An là một trong mười bốn huyện thuộc tỉnh Quảng Đông. Trong suốt thời gian ban bố "Thiên giới lệnh" (1661–1669), hầu hết huyện Tân An bị ảnh hưởng bởi cuộc di tản ven biển. Tuy nhiên, Tân An đã không còn là một huyện hành chính riêng biệt vào năm Khang Hy thứ năm (1666) và các khu vực không bị ảnh hưởng bởi cuộc di tản đã tạm thời được sáp nhập vào huyện Đông Quan liền kề cho đến khi dỡ bỏ lệnh cấm vào năm 1669. Từ 1842 đến 1898, 1055,61 km 2 trên 3076  km 2 đất của huyện Tân An được nhượng lại cho Anh Quốc để thành lập Hồng Kông.

### Nhượng lại Hồng Kông
Khu vực thường được gọi là Hồng Kông đã liên tiếp được nhượng lại hoặc cho thuê từ huyện Tân An sang Anh vào năm 1842, 1860 và 1898 theo Điều ước Nam Kinh (đảo Hồng Kông), Điều ước Bắc Kinh (Cửu Long) và Công ước mở rộng lãnh thổ Hồng Kông (Tân Giới). 

### Thời kỳ Trung Hoa Dân Quốc
Sau khi nước Trung Hoa Dân Quốc được sáng lập năm 1913, tên của Tân An được đổi lại thành Bảo An.

### Thời kỳ Cộng hòa Nhân dân Trung Hoa
Năm 1953, Thâm Quyến thay thế cho Nam Đầu là huyện lỵ, do sự nổi bật ngày càng cao của thị trấn như ga cuối phía nam của Trung Quốc phần của đường sắt Cửu – Quảng cũ.
Năm 1979, huyện Bảo An được đổi tên là Thành phố Thâm Quyến theo tên huyện lỵ và phần lớn thành phố Thâm Quyến trở thành đặc khu kinh tế một năm sau đó.

### Trích dẫn
1. 1 2  Krone 1859.
2. 1 2 3  Brief History of Shenzhen Lưu trữ ngày 16 tháng 4 năm 2008 tại Wayback Machine, Shenzhen Government official website.
3. 1 2  James Hayes: "The Hong Kong Region: Its Place in Traditional Chinese Historiography and Principal Events Since the Establishment of Hsin-an County in 1573", in Journal of the Royal Asiatic Society Hong Kong Branch, Vol. 14, 1974. pp.108-135 Lưu trữ ngày 7 tháng 2 năm 2016 tại Wayback Machine
4. ↑  昔日边陲小镇深圳的历史渊源. people.com.cn. Bản gốc lưu trữ ngày 15 tháng 10 năm 2018. Truy cập ngày 25 tháng 7 năm 2020.